# Klemetskog skola
Klemetskog skola är en svenskspråkig grundskola i Tusby kommun i  landskapet Nyland i Finland. Skolan är den enda svenskspråkiga skolan i Tusby. Den har tre sammansatta klasser: förskolan-årskurs 2, årskurs 3-4 och årskurs 5-6.

## Historia
Klemetskog skola grundades år 1894 och delade fram till 1917 lokaler med den finskspråkiga skolan Ruotsinkylän koulu. Den nuvarande skolbyggnaden i trä byggdes vid Maisalavägen år 1917 och har byggts till och renoverats i flera omgångar, senast år 2012. Den är i bra skick och har till exempel inga problem med inomhusluften.
År 2024 beslöt Tusby kommun att stänga skolan och flytta den svenskspråkiga skolan till det nya Tusby träsk campuset i Skavaböle. I samma skolhus ska också en finskspråkig skola och ett daghem verka.
Det nya campuset ska vara på en central plats i en ny byggnad, men det finns en risk att flera elever börjar prata mer finska när de vistas i en finsk skolmiljö. Det finns också en oro för hur  finlandssvenska traditioner såsom Lucia och Runeberg skall firas. Det anrika skolhuset i Klemetskog troligen säljas.